# حسن ظهور
حسن ظهور (زادهٔ ۱۳۲۳ خورشیدی در اصفهان)، عضو پیوسته فرهنگستان علوم جمهوری اسلامی ایران، استاد دانشکده مهندسی مکانیک دانشگاه صنعتی شریف و از چهره‌های ماندگار است. همچنین او یکی از برگزیدگان دومین دوره جایزه علمی علامه طباطبایی بنیاد ملی نخبگان در سال ۱۳۹۱ می‌باشد. وی سال‌ها دبیر فرهنگستان علوم جمهوری اسلامی ایران و رئیس مرکز مطالعات علم و فناوری فرهنگستان علوم و رئیس گروه علوم مهندسی فرهنگستان علوم بوده است. حسن ظهور همچنین چند دوره دبیر امور مشترک فرهنگستان های جمهوری اسلامی ایران بوده است.هم اکنون وی از استادان دانشگاه صنعتی شریف می‌باشد.

## زندگی‌نامه
وی در سال ۱۳۲۳ در اصفهان به دنیا آمد. تحصیلات خود را در رشتهٔ مهندسی مکانیک تا مقطع کارشناسی ارشد در دانشگاه شیراز ادامه داد. سپس برای ادامهٔ تحصیل به آلمان و بعد به آمریکا رفته و در سال ۱۳۵۸، مدرک دکتری خود را در رشته مهندسی مکانیک از دانشگاه پردو در آمریکا دریافت کرد.
وی مدتی به عنوان استاد مدعو، در دانشگاه نیومکزیکو در آمریکا به تدریس پرداخته و دوره‌های آموزشی را در دانشگاه‌های اشتوتگارت در آلمان و دانشگاه بیرمنگام در انگلستان گذرانده‌است.
او تاکنون سرپرستی بیش از ۶۰ پایان‌نامه کارشناسی ارشد و دکتری را به عهده داشته‌است.
زمینه‌های تحقیقاتی وی، دینامیک مکانیزم‌ها و ربات‌ها و طراحی می‌باشد. وی در سال ۱۳۸۰ و در اولین دوره انتخاب چهره‌های ماندگار، به عنوان چهره ماندگار کشور انتخاب شد.

## دستبرد فکری
خبرنامهٔ اینترنتی نیچر نیوز که به نشریهٔ علمی و معتبر نیچر وابسته‌است، روز پنج‌شنبه، ۱۰ دسامبر (۱۹ آذرماه سال ۸۷)، نوشت: اوایل سال جاری آکادمی ملی علوم آمریکا یکی بخش کامل از کتابی در یک کارگاه علمی آمریکایی-ایرانی، منتشره در سال ۲۰۰۳ را به دلیل تقلب و کپی‌برداری حذف کرده‌است. این بخش را حسن ظهور، دبیر فرهنگستان علوم جمهوری اسلامی ایران، نوشته و عنوان آن «تأثیر ارزش‌های اخلاقی در ارتقای علم» (به انگلیسی: The impact of moral values on the promotion of science) بوده‌است. نیچر نوشت این مقاله حذف شد چون «به‌طور اساسی» از روی مقالهٔ لاس آلچین، تاریخ‌نگار و فیلسوف دانشگاه مینه‌سوتا در مینیاپولیس، کپی‌برداری شده بود. ظهور در این‌باره گفت که او هرگز مقالهٔ لاس آلچین را ندیده‌است و تنها یک طرح اصلی را تهیه کرده و بقیه کارها را به کارمندان دفترش واگذار نموده‌است و کپی‌شدن از روی مقالهٔ فوق، اشتباه کارمندان بوده‌است.